# طال (خواننده)
طال بن یَرزی (عبری: טל בניזרי‎؛ زادهٔ ۱۲ دسامبر ۱۹۸۹) خواننده، رقاص و موسیقی‌دان فرانسوی-اسرائیلی است. وی از سال ۲۰۰۹ میلادی تاکنون مشغول فعالیت بوده‌است. او در حال حاضر یکی از اعضای گروه موسیقی وارنر
است.